# Ласточковый мухоед
Ласточковый мухоед (лат. Hirundinea ferruginea) — птица из семейства Тиранновые. Единственный вид в роде Ласточковые мухоеды.

## Ареал
Обитают в Колумбии, Венесуэле, Гвиане, Гайане, Суринаме, Французской Гвиане, и Эквадоре и Перу. Его естественная среда обитания -субтропические сухие леса, тропические леса, субтропические и тропические влажные леса низменностей.